# Frares Crucífers
Els Pares Crucífers o Fratres Cruciferi formaren un orde religiós de frares mendicants que es difongué a Itàlia al segle xii i, potser, a Anglaterra poc després, tot i que aquest orde podria haver estat un altre, de canonges regulars, del mateix nom. Foren coneguts, per això i respectivament, com a Crucífers d'Itàlia i Frares Crucífers Anglesos. Foren suprimits, a Anglaterra al segle xvi, per Enric VIII d'Anglaterra, i a Itàlia el 1656 pel papa Alexandre VIII.

## Història
El seu origen és incert. Segons el mateix orde, però amb poc fonament històric, havia estat fundat a Palestina al segle i pel papa Anaclet I i hauria estat reorganitzada i refundada al segle iv pel patriarca ortodox Ciríac de Jerusalem. A banda d'aquest origen llegendari, l'orde es troba a Itàlia al segle xii, on hauria arribat a mitjan segle. El 1169, el papa Alexandre III va atorgar constitucions a l'orde i unes constitucions i regla basada en la regla de Sant Agustí. Pius II prescrigué que els Crucífers portessin un hàbit blau i una creu petita d'argent, ja que fins llavor en portaven una gran de fusta a les mans, fet que els donà el nom de crucífers («que porten la creu»).
Van arribar a tenir 208 monestirs a Itàlia, constituïts en cinc províncies eclesiàstiques: Bolonya, Venècia, Roma, Milà i Nàpols. La casa mare de l'orde era a Santa Maria di Morella (Bolonya), per decret del papa Climent IV. A Trento tingueren un hospital i un monestir fins al 1593. El seu nombre disminuí i la disciplina se'n relaxà; a causa d'aquest relaxament, el 1656 quan només tenien unes cinquanta cases, Alexandre VII va decretar la dissolució de l'orde.

## Crucífers anglesos
De la casa de Bolonya s'establiren comunitats a Anglaterra, que es troben a Anglaterra el 1244, al sínode de Rochester, on demanen d'instal·lars-s'hi amb l'aval del papa. Els anomenats crucífers anglesos, o English Crutched Friars portaven la creu de fusta a les mans i una creu vermella brodada a l'hàbit, marró o negre, canviat a blau per Pius II. De tota manera, aquests crucífers no eren mendicants, sinó un orde de canonges regulars, per la qual cosa, corresponien a un orde diferent, del que no se sap res més, ni si tenien relació amb els Crucífers de Flandes. Tingueren vuit cases a Anglaterra: la primera, la de Colchester o Reigate, de 1245; seguiren: Londres (1249), prop de Tower Hill, Oxford (1348), York, Great Weltham (Suffolk), Barham, Wotten-under-Edge (Gloucestershire), Brackley (Northants) i Kildale (Yorkshire).
Foren dissolts, com els altres ordes religiosos, durant els conflictes del regnat d'Enric VIII d'Anglaterra.

## Altres ordes de crucífers
N'hi hagué altres ordes religiosos amb el nom de crucífers els més coneguts foren:
- Crucífers de Flandes o Canonges Regulars de l'Orde de la Santa Creu, orde de canonges regulars fundat per Teodor de Celles en 1210, encara existent
- Crucífers de Bohèmia o Crucífers de l'Estrella Roja, orde hospitaler de canonges regulars, fundat a Praga en 1217, per Agnès de Bohèmia, encara existent.
- Crucífers de l'Estrella Roja en Camp Blau o Betlemitans, orde militar hospitaler fundat a Terra Santa al segle xii i estès per Itàlia, suprimit en 1656.
- Crucífers de Sant Esteve Rei, orde militar hospitaler nascut a Terra Santa al segle xii, estès a Hongria i desaparegut en 1526.